# Les Employés ou la Femme supérieure
Les Employés ou la Femme supérieure est un roman d’Honoré de Balzac, paru en 1838.

## Historique du texte
L'édition originale, sous le titre La Femme supérieure, paraît en deux volumes chez l’éditeur Werdet. Mais, en 1843, Balzac dédie l’ouvrage à David d'Angers (qui a fait un médaillon et une sculpture de l’auteur) et le rebaptise Les Employés ou la Femme supérieure pour la publication en 1844, aux éditions Furne, dans les Scènes de la vie parisienne de La Comédie humaine. Le titre, simplifié à l'occasion de la réédition du texte en 1845, devient tout simplement Les Employés.

## Résumé
Dans les bureaux d’un ministère, Xavier Rabourdin postule au titre de chef de division, estimant mériter cette promotion par son ancienneté et son mérite. Poussé par sa femme Célestine (la femme supérieure), il se lance dans un grand projet de réforme administrative, qui, pense-t-il, lui vaudra un bel avancement. Toutefois, un autre chef de bureau, soutenu par un cercle de petits-bourgeois médiocres et comploteurs qui poussent sa candidature pour faire avancer leurs intérêts personnels, aspire au même poste : Isidore Baudoyer. Ce dernier est également aiguillonné par l’ambition de sa femme, Élisabeth. La bataille va donc se jouer entre les deux femmes qui organisent chacune leur plan et réunissent leurs partisans en deux clans bien distincts. Célestine Rabourdin a sur sa rivale un avantage non négligeable : le comte des Lupeaulx, secrétaire général du ministère, lui fait la cour. Mais le parti de la médiocratie (les petits-bourgeois) est tenace, minant patiemment les efforts du clan Rabourdin, creusant avec obstination le chemin de Baudoyer, si bien que celui-ci finit par l’emporter sur son rival Rabourdin, qui donne sa démission tout en affirmant à sa femme qu’il a un nouveau projet, grandiose, pour combler ses ambitions.

## Thème
Dans sa grande entreprise littéraire visant à dépeindre tous les aspects de la société dans laquelle il vivait, Balzac aborde ici un sujet qui pouvait sembler mineur à son époque, mais qui apparaît presque intemporel. La vie de bureau, ses mesquineries, les intrigues pour obtenir un poste supérieur, sont le lot quotidien des personnages du roman dont la plupart sont des figures secondaires de La Comédie humaine. À part le caricaturiste Jean-Jacques Bixiou qui apparaît aussi dans La Rabouilleuse, le comte des Lupeaulx qui a un rôle important dans La Cousine Bette, La Maison Nucingen et Illusions perdues, et Célestine Rabourdin (également dans La Cousine Bette), les protagonistes sont à l’image de leurs enjeux somme toute assez mesquins.